# Chaetacis cucharas
Chaetacis cucharas là một loài nhện trong họ Araneidae.
Loài này thuộc chi Chaetacis. Chaetacis cucharas được Herbert Walter Levi miêu tả năm 1985.